# Castanopsis borneensis
Castanopsis borneensis är en bokväxtart som beskrevs av George King. Castanopsis borneensis ingår i släktet Castanopsis och familjen bokväxter. Inga underarter finns listade.